# Ацељо
Ацељо (итал. Azeglio) је насеље у Италији у округу Торино, региону Пијемонт.
Према процени из 2011. у насељу је живело 1029 становника. Насеље се налази на надморској висини од 239 м.

## Становништво
Према резултатима пописа становништва 2011. у општини је живело 1.347 становника.
| 1931. | 1936. | 1951. | 1961. | 1971. | 1981. | 1991. | 2001. | 2011. |
| ----- | ----- | ----- | ----- | ----- | ----- | ----- | ----- | ----- |
| 1.686 | 1.561 | 1.384 | 1.447 | 1.402 | 1.235 | 1.186 | 1.274 | 1.347 |